# 장특
장특(張特, ? - ?)은 중국 삼국 시대 위나라의 장수로, 자는 자산(子産)이며 탁군 사람이다.

## 행적
본래 아문장군이었다. 진동장군 제갈탄은 장특이 무능하다고 여겨 호군으로 돌려버리려고 했는데, 마침 관구검이 제갈탄을 대신하여 진동장군이 되자 가평 4년(252년), 장특으로 하여금 합비신성을 수비하게 했다.
가평 5년(253년) 5월, 제갈각이 성을 포위했을 때, 장특은 장군 악방(樂方) 등 3천 군사와 함께했다. 병사자와 전사자가 반을 넘을 넘었고, 제갈각은 토산을 쌓고 급히 공격했다. 장특은 위나라 법에 100일간 공격당해도 구원받지 않으면 항복하여도 집안을 연좌시키지 않는데 90여 일이 지났으니 곧 항복할 것이라고 오나라에 말하고, 인수를 건네주어 증표로 삼았다. 오나라는 이 말을 듣고 인수는 받지 않고 공격하지 않았다. 장특은 돌아와서, 밤 동안에 가옥을 철거하여 책(柵)의 재료로 삼고, 이지러진 곳을 2중으로 보수했다. 다음날, 오나라는 격노하여 성을 쳤으나 이기지 못하고, 오군은 내부에 역병이 돌아 7월에 퇴각했다.
조정은 이를 아름답게 여겨 장특에게 잡호장군을 더하고, 열후에 봉했으며, 안풍태수로 옮겼다.

## 같이 보기
- 삼국지 인물 목록